# عبده محرم
عبده محرم (بالإنجليزية: Abdou Meharram) ممثل مصري من مواليد 1901 وظهر فنياً في الأدوار الكوميدية عام 1930 في مجموعة الأفلام التي أخرجها «توجو مزراحى» وكون ثنائياً مع الممثل المصري اليهودي شالوم، كان إسمه عبده في أغلب الأفلام التي اشترك فيها، توفى في عام 1948 عن عمر يناهز 47 سنة ورصيده 8 أفلام فقط.

## قائمة أفلامه
فيلم «الكوكايين (الهاوية)» للمخرج توجو مزراحي عام 1930
فيلم "05001" للمخرج توجو مزراحي عام 1932
فيلم «المندوبان» للمخرج توجو مزراحي عام 1934
فيلم «شالوم الترجمان» للمخرج توجو مزراحي عام 1935
فيلم «المعلم بحبح» للمخرج شكري ماضي عام 1935
فيلم «العز بهدلة» للمخرج توجو مزراحي عام 1937
فيلم «الرياضي» للمخرج توجو مزراحي عام 1937
فيلم «يوم المنى» للمخرج ألفيزي أورفانيللي عام 1938

## وصلات خارجية
- عبده محرم على موقع IMDb (الإنجليزية)
- عبده محرم على موقع الدهليز
- عبده محرم على موقع قاعدة بيانات الأفلام العربية
- عبده محرم على موقع الدهليز
- عبده محرم على موقع كاروهات